# Prosoplus majoripennis
Prosoplus majoripennis är en skalbaggsart som beskrevs av Stefan von Breuning 1972. Prosoplus majoripennis ingår i släktet Prosoplus och familjen långhorningar.
Artens utbredningsområde är Sulawesi. Inga underarter finns listade i Catalogue of Life.